# Bruchophagus tagorei
Bruchophagus tagorei är en stekelart som beskrevs av T.C. Narendran 1994. Bruchophagus tagorei ingår i släktet Bruchophagus och familjen kragglanssteklar. Inga underarter finns listade.